# Первомайська селищна рада (Сніжне)
Первомайська се́лищна ра́да — орган місцевого самоврядування у складі Сніжнянської міської ради Донецької області. Адміністративний центр — селище міського типу Первомайський.

## Загальні відомості
- Населення ради: 4291 особа (станом на 2001 рік)

## Населені пункти
Селищній раді підпорядковані населені пункти:
- смт Первомайський
- смт Первомайське
- смт Побєда
- с-ще Червоний Жовтень

## Склад ради
Рада складається з 20 депутатів та голови.
- Голова ради: Іванченко Наталія Анатоліївна
- Секретар ради: Чмельова Тетяна Миколаївна

### Керівний склад попередніх скликань
| ПІБ                           | Основні відомості                                                        | Дата обрання | Дата звільнення |
| ----------------------------- | ------------------------------------------------------------------------ | ------------ | --------------- |
| Іванченко Наталія Анатоліївна | Селищний голова, 1959 року народження, освіта вища, член Партії регіонів | 26.03.2006   | 31.10.2010      |
| Іванченко Наталія Анатоліївна | Селищний голова, 1959 року народження, освіта вища, член Партії регіонів | 31.10.2010   |                 |

Примітка: таблиця складена за даними джерела

### Депутати
За результатами місцевих виборів 2010 року депутатами ради стали:

#### За суб'єктами висування
| Суб'єкт висування           | Кількість обраних депутатів | %  |
| --------------------------- | --------------------------- | -- |
| Партія регіонів             | 18                          | 90 |
| Комуністична партія України | 2                           | 10 |

#### За округами
| № округу                    | Прізвище, ім'я, по батькові       | Дата визнання обраним | Освіта                    | Партійна приналежність            | Відомості про обраного депутата                 |
| --------------------------- | --------------------------------- | --------------------- | ------------------------- | --------------------------------- | ----------------------------------------------- |
| Комуністична партія України |                                   |                       |                           |                                   |                                                 |
| 2                           | Мірошниченко Андрій Миколайович   | 03.11.2010            | Освіта середня            | позапартійний                     | шахта «Ударник», гроз                           |
| 6                           | Волков Іван Іванович              | 03.11.2010            | Освіта вища               | член Комуністичної партії України | пенсіонер                                       |
| Партія регіонів             |                                   |                       |                           |                                   |                                                 |
| 1                           | Фокіна Валентина Семенівна        | 03.11.2010            | Освіта середня спеціальна | член Партії регіонів              | клуб «Колос», директор                          |
| 3                           | Кліщов Михайло Валерійович        | 03.11.2010            | Освіта середня            | позапартійний                     | приватний підприємець                           |
| 4                           | Пігіна Наталія Сергіївна          | 03.11.2010            | Освіта середня спеціальна | позапартійна                      | тимчасово не працює                             |
| 5                           | Шаренко Олена Олександрівна       | 03.11.2010            | Освіта вища               | позапартійна                      | тимчасово не працює                             |
| 7                           | Стороженко Наталія Євгенівна      | 03.11.2010            | Освіта середня спеціальна | позапартійна                      | поштове відділення «Первомайський», завідувачка |
| 8                           | Зінченко Вікторія Леонідівна      | 03.11.2010            | Освіта вища               | позапартійна                      | ПП Зінченко Л. В., продавець                    |
| 9                           | Шуст Тетяна Сергіївна             | 03.11.2010            | Освіта середня            | член Партії регіонів              | Первомайська селищна рада, касир                |
| 10                          | Кудряшов Сергій Георгійович       | 03.11.2010            | Освіта вища               | позапартійний                     | пенсіонер                                       |
| 11                          | Частников Олександр Васильович    | 03.11.2010            | Освіта вища               | позапартійний                     | шахта «Ударник», електрослюсар                  |
| 12                          | Омельчук Наталія Вікторівна       | 03.11.2010            | Освіта середня спеціальна | позапартійна                      | тимчасово не працює                             |
| 13                          | Чмельова Тетяна Миколаївна        | 03.11.2010            | Освіта середня спеціальна | член Партії регіонів              | Первомайська селищна рада, секретар             |
| 14                          | Грицевська Катерина Володимирівна | 03.11.2010            | Освіта вища               | позапартійна                      | тимчасово не працює                             |
| 15                          | Семенченко Кирило Олегович        | 03.11.2010            | Освіта середня спеціальна | позапартійний                     | «Строй ДИС», директор                           |
| 16                          | Федотов Михайло Олексійович       | 03.11.2010            | Освіта середня            | позапартійний                     | «Донуглетехінвест», машиніст конвейера          |
| 17                          | Лебеденко Надія Миколаївна        | 03.11.2010            | Освіта вища               | позапартійна                      | пенсіонер                                       |
| 18                          | Гусєв Василь Володимирович        | 03.11.2010            | Освіта середня            | позапартійний                     | тимчасово не працює                             |
| 19                          | Бондар Олена Володимирівна        | 03.11.2010            | Освіта середня            | позапартійна                      | тимчасово не працює                             |
| 20                          | Шахов Олександр Сергійович        | 03.11.2010            | Освіта вища               | позапартійний                     | «Автоекспрес», водій                            |